# Vlkovce
Vlkovce (Hongaars: Kiskuncfalva) is een Slowaakse gemeente in de regio Prešov, en maakt deel uit van het district Kežmarok.
Vlkovce telt 469 inwoners.